# ギャラリー HAM
座標: 北緯35度10分20.5秒 東経136度56分18.7秒 / 北緯35.172361度 東経136.938528度

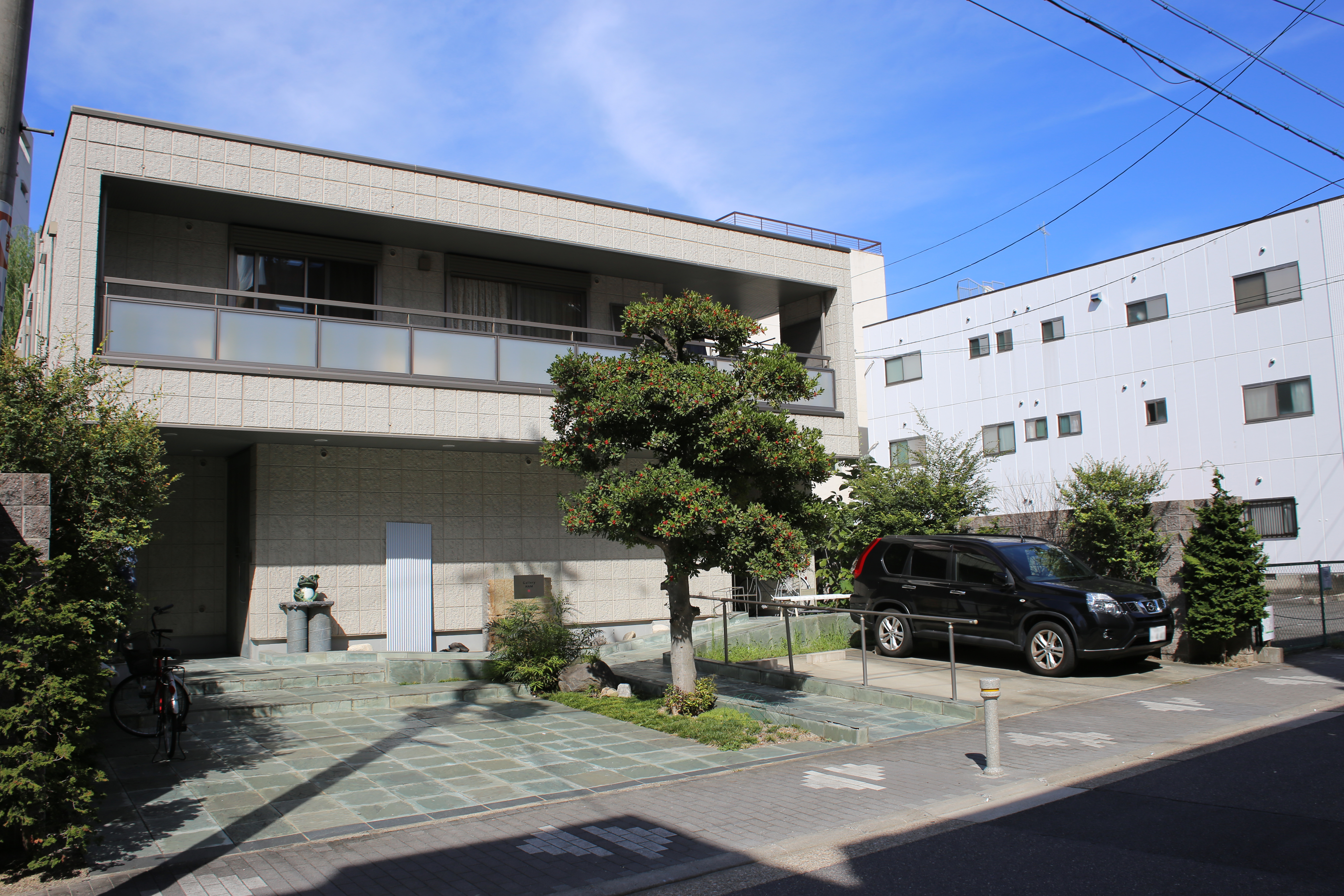
ギャラリーHAM（2015年9月）

ギャラリー HAM（ギャラリーハム）は、愛知県名古屋市の現代美術ギャラリー。

## 歴史・概要
神野公男が1992年（平成4年）に愛知県名古屋市東区に開廊。
オーナーの神野は若い頃にヨーロッパに滞在して黒田アキや欧米などの現代美術をコレクションするコレクターの一人として知られていた。
その後1970年代末からは名古屋でギャラリーたかぎに勤めてアキライケダギャラリーなどと共に名古屋の現在美術シーンの創生期に参画した後、自ら画廊を開いた。
具体美術協会の中核メンバーのうち田中敦子と金山明を長く手掛けているほか、草間彌生、アラーキー、平川典敏を始めとする現代の日本アーティストの展覧会を多数開催している。
現在は愛知県名古屋市千種区にある。

## 所属アーティスト
- 草間彌生
- 田中敦子 (画家)
- 金山明
- 黒田アキ
- 荒木経惟
- 平川典俊
- マツキチ
- 三輪美津子
- 新美泰史
- 山田七菜子
- 秋吉 風人
- 林良一
- 井手日出志
- イケムラレイコ
- 先間康博
- セシル・アンドリュー
- カール・ボーマン
- ヨーク・ガイスマール
- フェリックス・ステファン・フーバー
- フォルカ・ザウル
- コーネリア・シュライム
- フランシス・ショルツ
- ペーター・ヴートリッヒ
- ピーター・ツィンマーマン